# ФК Жељезничар Бања Лука
ФК Жељезничар је фудбалски клуб из бањалучког насеља Лазарево, Република Српска, БиХ. Tренутно се такмичи у Првој лиги Републике Српске, другом степену такмичења у БиХ. Сезону 2021/22. започео је на 7. позицији у Првој лиги Републике Српске.

## Историја
На грбу Жељезничара из Бање Луке стоји да је основан 1924. године, што га чини једним од најстаријих клубова на простору Бање Луке. Био је члан Крајишких зонских лига дуг период. Многи играчи ФК Жељезничара су наставили своје каријере у клубовима вишег ранга. Од својих почетака па до данас клуб се такмичио у Крајишким зонским лигама, а данас игра у Подручној лиги Републике Српске група Бањалука. Имају одличну омладинску школу. Терен је вештачки са рефлекторима.